# Placy-Montaigu
Placy-Montaigu település Franciaországban, Manche megyében. Lakosainak száma 234 fő (2018. január 1.). Placy-Montaigu Dampierre, Saint-Martin-des-Besaces, Saint-Ouen-des-Besaces, Guilberville, Le Perron és Saint-Amand községekkel határos.

## Népesség
A település népességének változása:
| Lakosok száma | 312  | 259  | 230  | 201  | 179  | 219  | 224  | 233  | 237  | 234  |
|               | 1968 | 1975 | 1982 | 1990 | 1999 | 2011 | 2013 | 2015 | 2017 | 2018 |